# Машкевич Олег Львович
Олег Львович Машке́вич (нар. 31 січня 1925, Могильне — пом. 31 грудня 1996, Київ) — український художник килимів; член Спілки радянських художників України з 1958 року.

## Біографія
Народився 31 січня 1925 року в селі Могильному (нині Голованівський район Кіровоградської області, Україна). 1947 року закінчив Київське училище прикладного мистецтва (викладачі Тіна Омельченко, Сергій Колос, Антон Середа). Упродовж 1948—1963 років працював художником, директором Київської центральної художньо-експериментальної лаболаторії Управління художньої промисловості УРСР; з 1963 року — у філії Київського науково-дослідного інституту технічної естетики. 1968 року закінчив Московський технологічний інститут місцевої промисловості (викладачі Сергій Темерін, М. Тихонова, М. Болдирєва, Є Коваленко).
Жив у Києві, в будинку на вулиці Гоголівській, № 34, квартира № 5. Помер у Києві 31 грудня 1996 року.

## Творчість
Працював у галузі ткацтва, дизайну, ужиткової графіки. Створив багато тематичних та орнаментних килимів і гобеленів. Створював зразки для масового тиражування в системі народних промислів та легкої промисловості. Серед робіт:
- подушки декоративні (1953; 1955);

килими
- «Герб України» (1951);
- «40 років Радянської влади» (1957);
- «Лижний крос» (1957);
- «Ой, дівчино, шумить гай» (1969);
- «Пісня» (1970);
- «Травами зеленими» (1970);
- «Червона троянда» (1971);
- «Біла троянда» (1971);

гобелени
- «Рясний» (1969);
- «Блакитний сад» (1972);
- «Луг» (1979);
- «Калина червона» (1980);
- «Пізня квітка» (1983);
- «Троянди і виноград» (1984);
- «Реквієм» (1988);
- «Рідне Полісся» (1989; 1992);
- «Тарас Шевченко» (1989; 1995);
- «Козак Мамай» (1991);
- «Спокуса» (1992);
- «Реве та стогне Дніпр широкий» (1995).

Брав участь у республіканських виставках з 1954 року, всесоюзних — з 1957 року, зарубіжних — з 1956 року. Персональні виставки відбулися у Києві у 1985 році та посмертна у 2013 році.
Окремі вироби майстра зберігаються у Національному музеї українського народного декоративного мистецтва у Києві та Музеї етнографії та художнього промислу у Львові.

## Відзнаки
- Бронзлва медаль ВДНГ (1971);
- Заслужений художник України з 1995 року.